# ファーザーランド
『ファーザーランド』 (Fatherland) は、イギリスの作家ロバート・ハリスの歴史改変小説。タイトルはドイツ語で祖国を意味する Vaterland （ファーターラント、父なる国）を英語に置き換えたもの。

## 概要
ロバート・ハリスの小説デビュー作であり、ナチス・ドイツが第二次世界大戦に勝利した世界を舞台としたミステリー。1992年の発表後、世界各国で話題となり、日本では文藝春秋から出版された。1994年にはテレビ映画化されている。

### 日本語訳
- ロバート・ハリス 著、後藤安彦 訳『ファーザーランド』文藝春秋〈文春文庫〉、1992年。ISBN 978-4167527181。

## 背景

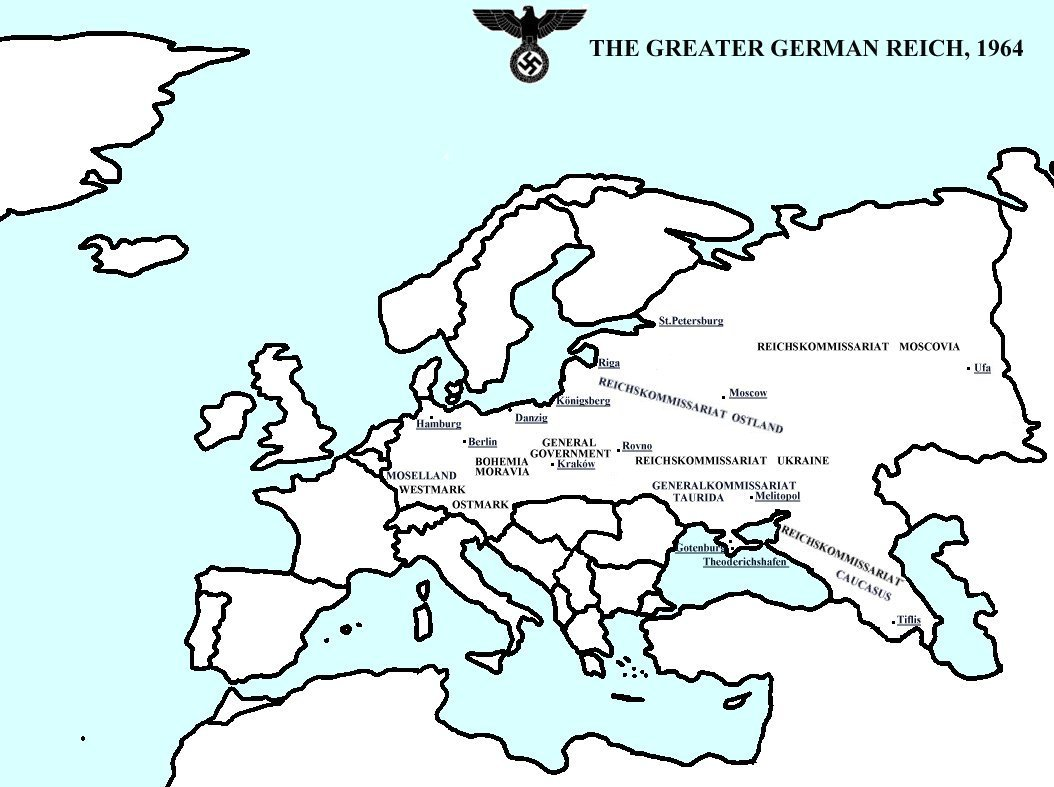
ファーザーランドのヨーロッパ

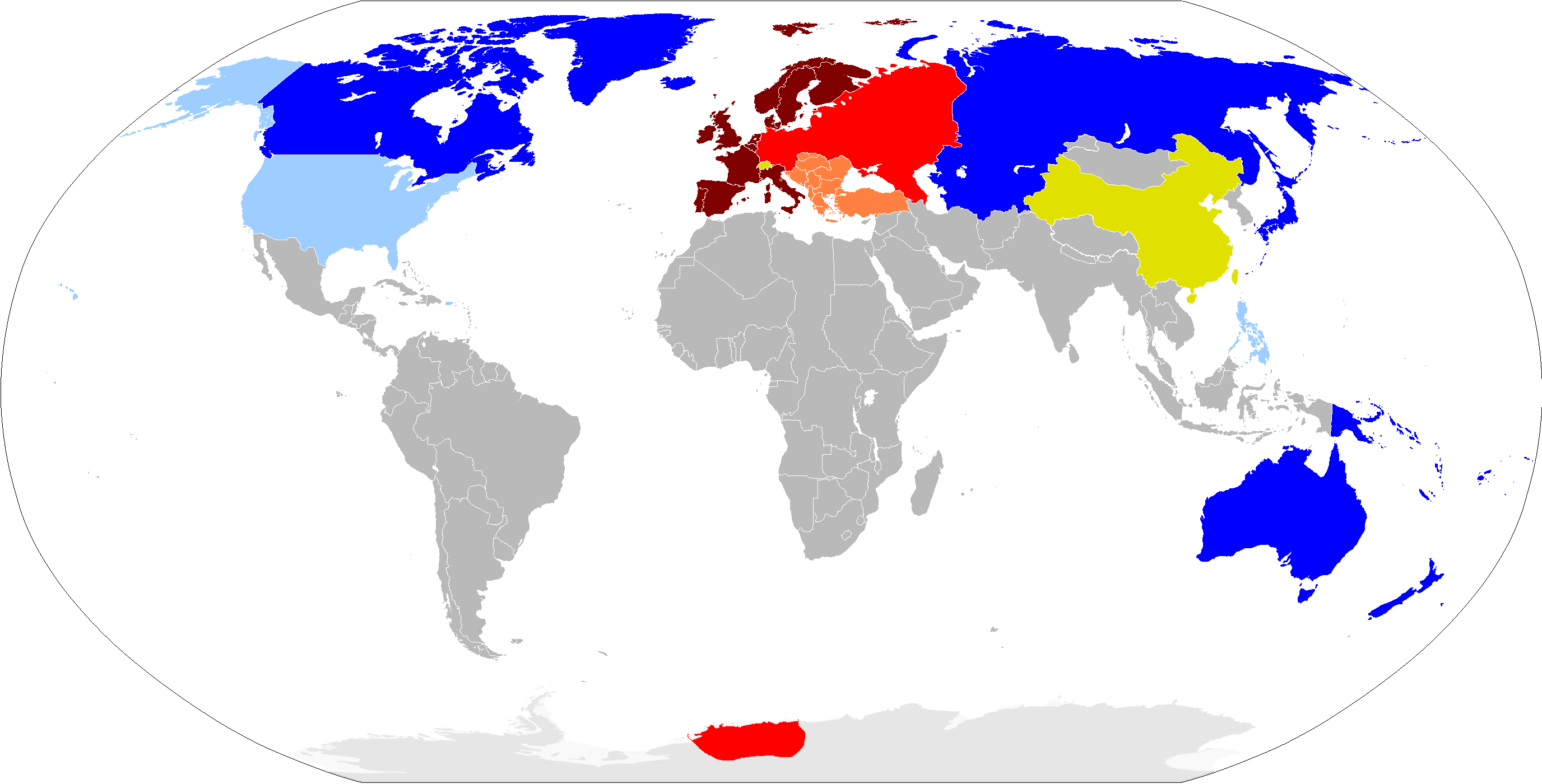
ファーザーランドの世界地図。赤がナチス・ドイツ、オレンジがその属国、茶色がヨーロッパ共同体、黄色が中立国、水色がアメリカ、青がアメリカの同盟国

「ファーザーランド」の世界と史実の最初の違いは、1942年のラインハルト・ハイドリヒ暗殺計画の失敗だった。ここからナチス・ドイツは快進撃をはじめ、東部戦線ではブラウ作戦の大成功によってカフカースの油田地帯を制圧、さらに偽情報によって海軍が混乱した結果、イギリス国王ジョージ6世やウィンストン・チャーチルをはじめとする英国首脳部はカナダへ逃亡、親独派のウィンザー公が復位した。1946年、アジアでは同盟国日本がアメリカ合衆国の核攻撃をうけて降伏したが、これに対しドイツは弾道ミサイルV-3でニューヨークを攻撃した。互いに相手を全滅させられることを知った両国の間で停戦が合意され、ここに勢力均衡と冷戦の構図が完成した。
ドイツは（現実世界の史実において、実際に戦前・戦中にて抱いていた）「ヨーロッパ新秩序（ナチス版ヨーロッパ共同体）」構想を具現化・結成し、属国をそこにとりこんで強大なドイツ経済圏を誇った。ナチス得意の人種論はヨーロッパ全土で幅を利かせることになり、いつのまにかユダヤ人は東方に移住させられたとして人々の前から姿を消し、その東方に住んでいたロシア人やウクライナ人などスラヴ民族は、低賃金労働者（事実上の奴隷）としての人生しか残されなかった。しかし、科学と文明の発展の前にあってそうした“ささいな”問題を堂々と口にするヨーロッパ人は、反体制的な学生しかいない。
ともかく、ナチス・ドイツは第二次世界大戦に勝利し、ヨーロッパ全土を勢力下に置く超大国になっていたが、いまだ抵抗を続けるソ連との泥沼の戦争を終わらせるために、アメリカ合衆国と友好関係を結ぼうとしていた。

## あらすじ
1964年、アドルフ・ヒトラー総統の75歳の誕生日を間近にひかえたある朝、刑事警察（作中では、ナチスのSS〔親衛隊〕が改組されたものという設定）の捜査官であるクサヴィアー・マルヒは、湖から引き上げられた老人の遺体について捜査を始める。この高級住宅街に自宅を持つ男の名はヨゼフ・ブーラー、元ポーランド総督府次官であった。彼は事件に関わりたがらない同僚のイェーガーや、ドイツ高官の横領について取材するという「ニューヨーク・タイムズ」の記者マグワイアとの付き合いに悩みつつ捜査を進めてゆくが、その結果として歴史の闇に隠された恐るべき真実に近づいてしまい、ゲシュタポに追われる身となる。
おりしも米独友好のきざしが見え始め、アメリカのジョセフ・P・ケネディ大統領が訪独すると発表されていた。この時期にドイツの評判を落とすようなスキャンダルは、だれも望んでいない。マルヒもドイツ当局も、それぞれに真実と国際社会の安定を天秤にかけることになる。

## 登場人物
クサヴィアー・マルヒ
通称ツァヴィ。親衛隊刑事警察の警部。祖父たちは第一次世界大戦で戦死、父も傷痍軍人となった軍人一家の生まれ。元Uボート乗組員で、そのコネを捜査に使うことも。ふとしたことで自宅の元所有者がユダヤ人だと知ってから異常な仕事中毒となり、妻のクララは息子のパウルを引き取って離婚してしまった。そのまま彼は無味な独居を続けていたが、ブーラー死亡事件の捜査を進めるうちに、ドイツ帝国の暗部を覗き見てしまう。
シャーロット・マグワイア
通称シャーリー。「ニューヨーク・タイムズ」の記者。ケネディ訪独に先立つ海外メディアの自由化でドイツ帝国入りし、ある政府高官の殺人現場に居合わせたことから、マルヒをつけまわす。
ヨゼフ・ブーラー
ある朝、死体となって発見された老人。実在の人物。史実ではナチスの法律顧問ハンス・フランクの右腕として働き、フランクがポーランド総督に就任すると総督府次官となった。作中では次官時代、不正蓄財をさかんに行ったとされる。
ヘルマン・ヨスト
ゼップ・ディートリヒ学校に在籍する親衛隊幹部候補生。ブーラーの死体の第一発見者だが、供述に矛盾がある。
マックス・イェーガー
刑事警察官で、マルヒの相棒。大柄で不器用なところがあり、マルヒとのコンビは“熊と狐”と呼ばれる。マルヒよりもナチスに従順な傾向がある。
ルドルフ・ハルダー
通称ルディ。マルヒの戦友で、同じUボートの乗組員。現在は帝国公文書館で東部戦線の戦史編纂にたずさわっている。マルヒの捜査に協力し、ポーランド総督府の解説や親衛隊公文書の調査を行う。
アルトゥール・ネーベ
実在の人物。史実ではナチス時代の刑事警察長官。本作の世界では、戦前から続けて20年以上も刑事警察長官の地位にあり、その独立性を守っている。政治取引の結果、マルヒに捜査期限を定める。
ラインハルト・ハイドリヒ
実在の人物。史実ではナチス時代の警察業務の頂点に立ち、占領地行政に手腕をふるった。作中にも登場する国家中央保安本部の立役者としても有名。本作の世界では、1942年の暗殺事件で生き延び、1962年に航空機事故で死亡したとされるハインリヒ・ヒムラーの後を襲って親衛隊全国指導者となる。帝国第一の権力者。
オディロ・グロボクニク
通称グロブス。実在の人物。史実ではナチス党幹部時代に汚職を働き、汚名返上としてドイツ軍占領地での民族浄化に従事した。本作の世界ではゲシュタポの親衛隊大将に返り咲き、マルヒの捜査が国益を損なうとして妨害する。

## テレビ映画
1994年にテレビ映画化された（en:Fatherland (1994 film)）。
キャスト
- クサヴィアー・マルヒ：ルトガー・ハウアー
- シャーロット・マグワイア：ミランダ・リチャードソン
- アンナ・フォン・ハーゲン：ジーン・マーシュ
- アルトゥール・ネーベ：ピーター・ヴォーン
- マックス・イェーガー：マイケル・キッチン
- フランツ・ルター：ジョン・ウッドヴァイン
- オディロ・グロボクニク：ジョン・シュラプネル
- カール・クレプス：クライヴ・ラッセル
- ヘルマン・ヨスト：ルパート・ペンリー＝ジョーンズ
- クララ：クレア・ヒギンズ
- ヘルガ・シュレーダー：ペトロネッラ・バーケル

※原作からの変更点 - ナチス・ドイツの勝因は米英軍のノルマンディー上陸作戦を撃退したためと説明されている。